# ایستگاه متروی شهید باکری
ایستگاه متروی شهید باکری یکی از ایستگاه‌های متروی تبریز است که در محله لاله، میدان شهدای لاله واقع شده‌است. این ایستگاه، ایستگاه شمارهٔ ۱۷ خط یک است و در تاریخ ۲۸ آذر ۱۳۹۹ افتتاح شد.

## مشخصات
ایستگاه متروی شهید باکری در میدان شهدای لاله و در خط ۱ متروی تبریز قرار گرفته و از نوع کم عمق است. مساحت کل ایستگاه ۶۶۵۷ متر مربع و دارای ۲ طبقه و ۴ ورودی است.